# Superdräkten

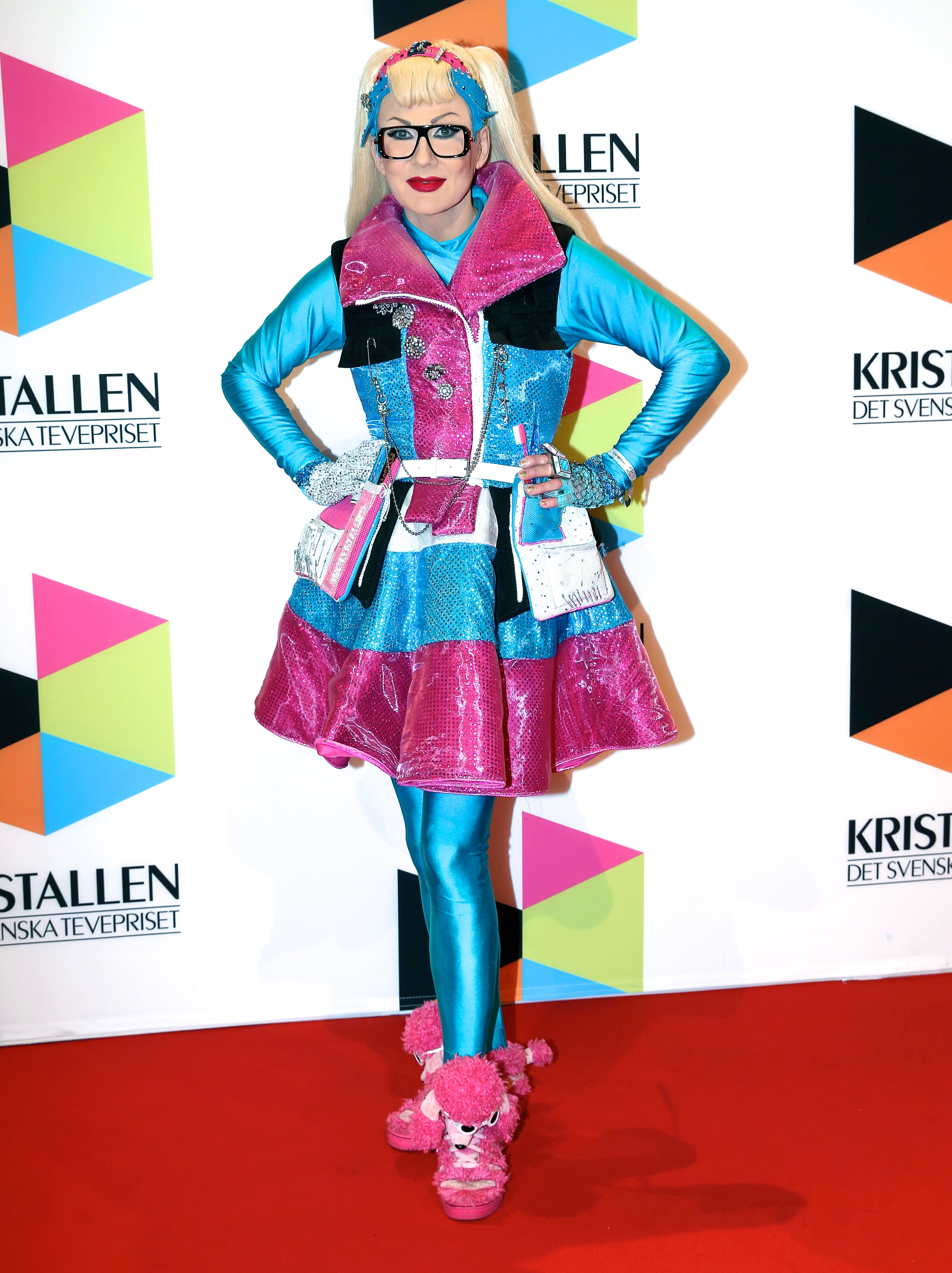
Programledaren SUPERPETER

Superdräkten är ett barn- och ungdomsprogram som sänts i BarnkanalenSVT Barn under våren 2014. Superdräkten är det första svenska barnprogrammet med en dragshowartist som programledare. Superdräkten var nominerad till Årets programidé 2014 på Riagalan (tv-producenternaspris).
Superdräkten tilldelades 2014 första priset för Prix Egalia av SVT med motiveringen: "Med glädje, påhittighet och handfasta tips hjälper kostymhjälten Super-Peter i Peter Englunds färgstarka gestalt barn runt om i Sverige att klä ut sig till precis vad de vill. Alla kan ha klänning, uniform eller monsterdräkt och får vara med och göra den själv. Okommenterat och självklart spränger programmet gränser för förutfattade uppfattningar om vem som får ta på sig vilka sorters kläder och vilka roller."

## Handling
I Superdräkten skapar kreatören och dragshowartisten Peter Englund dräkter av gamla kläder och skrot tillsammans med barn mellan 8 och 12 år.